# Maria Catarina de Brunsvique-Dannenberg
Maria Catarina de Brunsvique-Dannenberg ( Dannenberg, 9 de junho de 1616 — Schwerin, 1 de julho de 1665) foi uma duquesa-consorte de Meclemburgo, segunda esposa do duque  Adolfo Frederico I, Duque de Meclemburgo-Schwerin.

## Casamento e descendência
Maria Catarina casou-se no dia 15 de setembro de 1635 com o duque Adolfo Frederico I de Meclemburgo, tornando-se a sua segunda esposa. Deste casamento nasceram onze filhos:
1. Juliana Sibila de Meclemburgo (16 de fevereiro de 1636 – 2 de outubro de 1701), abadessa de Kloster Rühn; sem descendência.
2. Frederico de Meclemburgo-Grabow (13 de fevereiro de 1638 – 28 de abril de 1688), casado com a condessa Cristina Guilhermina de Hesse-Homburg; com descendência.
3. Cristina de Meclemburgo (8 de agosto de 1639 – 30 de junho de 1693), morreu solteira e sem descendência.
4. Bernardo Segismundo de Meclemburgo (21 de janeiro de 1641 – 15 de novembro de 1641), morreu com dez meses de idade.
5. Augusta de Meclemburgo (24 de setembro de 1643 – 5 de maio de 1644), morreu com oito meses de idade.
6. Maria Isabel de Meclemburgo (24 de março de 1646 – 27 de abril de 1713), morreu solteira e sem descendência.
7. Ana Sofia de Meclemburgo (24 de novembro de 1647 – 13 de agosto de 1723), casada com o duque Júlio Segismundo de Württemberg-Juliusburg; com descendência.
8. Adolfo Ernesto de Meclemburgo (22 de novembro de 1650 – 13 de janeiro de 1651), morreu com dois meses de idade.
9. Filipe Luís de Meclemburgo (30 de maio de 1652 – 20 de outubro de 1655), morreu com três anos de idade.
10. Henrique Guilherme de Meclemburgo (6 de junho de 1653 – 2 de dezembro de 1653), morreu com seis meses de idade.
11. Adolfo Frederico II de Meclemburgo-Strelitz (19 de outubro de 1658 – 12 de maio de 1708), casado primeiro com a duquesa Maria de Meclemburgo-Güstrow; com descendência. Casado depois com Joana de Saxe-Gota-Altemburgo; sem descendência. Casado finalmente com a princesa Cristiana Emília de Schwarzburg-Sondershausen; com descendência.

## Genealogia
| Maria Catarina de Brunsvique-Dannenberg | Pai: Júlio Ernesto de Brunsvique-Dannenberg | Avô paterno: Henrique III de Brunsvique-Luneburgo | Bisavô paterno: Ernesto I de Brunsvique-Luneburgo |
| Maria Catarina de Brunsvique-Dannenberg | Pai: Júlio Ernesto de Brunsvique-Dannenberg | Avô paterno: Henrique III de Brunsvique-Luneburgo | Bisavó paterna: Sofia de Meclemburgo-Schwerin     |
| Maria Catarina de Brunsvique-Dannenberg | Pai: Júlio Ernesto de Brunsvique-Dannenberg | Avó paterna: Úrsula de Saxe-Lauemburgo            | Bisavô paterno: Francisco I de Saxe-Lauemburgo    |
| Maria Catarina de Brunsvique-Dannenberg | Pai: Júlio Ernesto de Brunsvique-Dannenberg | Avó paterna: Úrsula de Saxe-Lauemburgo            | Bisavó paterna: Sibila da Saxónia                 |
| Maria Catarina de Brunsvique-Dannenberg | Mãe: Maria da Frísia Oriental               | Avô materno: Edgar II da Frísia Oriental          | Bisavô materno: Enno II da Frísia Oriental        |
| Maria Catarina de Brunsvique-Dannenberg | Mãe: Maria da Frísia Oriental               | Avô materno: Edgar II da Frísia Oriental          | Bisavó materna: Ana de Oldemburgo                 |
| Maria Catarina de Brunsvique-Dannenberg | Mãe: Maria da Frísia Oriental               | Avó materna: Catarina da Suécia                   | Bisavô materno: Gustavo I da Suécia               |
| Maria Catarina de Brunsvique-Dannenberg | Mãe: Maria da Frísia Oriental               | Avó materna: Catarina da Suécia                   | Bisavó materna: Margarida Leijonhufvud            |